# Alfredo Manzi
Alfredo Manzi (fl. XX secolo) è stato uno scenografo italiano.

## Carriera
Alfredo Manzi ha cominciato la sua carriera scenografica durante la prima guerra mondiale con un film del famoso regista del cinema muto Emilio Ghione. Poi ha firmato le scenografie di svariati registi del cinema muto fino al 1925.
Ha ricominciato la sua attività cinematografica nel 1939, partecipando a 14 film solo durante il periodo della seconda guerra mondiale, con svariati registi. Tra il 1946 e il 1950 ha partecipato a tre film per la regia di Mario Costa e di Giuseppe Di Martino. Sul piano internazionale ha lavorato con i registi francesi Julien Duvivier e Jean Choux e con il regista austriaco Ernst Marischka.

## Filmografia
- Nelly la gigolette o la danzatrice della taverna nera (1915), regia di Emilio Ghione (scenografo)
- Assunta Spina (1915), regia di Francesca Bertini e Gustavo Serena (scenografo)
- La signora delle camelie (1915), regia di Gustavo Serena (scenografo)
- Diana, l'affascinatrice (1915), regia di Gustavo Serena (scenografo)
- Ivonne, la bella danzatrice (1915), regia di Gustavo Serena (architetto-scenografo)
- Odette (1916), regia di Giuseppe De Liguoro (scenografo)
- Fedora (1916), regia di Giuseppe De Liguoro e Gustavo Serena (arredatore)
- Andreina (1917), regia di Gustavo Serena (scenografo)
- La piccola fonte (1917), regia di Roberto Roberti (scenografo)
- Il processo Clémenceau (1917), regia di Alfredo De Antoni (arredatore)
- Maman Colibrì, regia di Alfredo De Antoni (1918) (architetto-scenografo)
- La gola (1918), regia di Camillo De Riso (arredatore)
- Tosca (1918), regia di Julien Duvivier (architetto-scenografo, arredatore)
- L'ira (1918), regia di Edoardo Bencivenga (arredatore)
- La lussuria (1919), regia di Edoardo Bencivenga (scenografo)
- Spiritismo (1919), regia di Camillo De Riso (arredatore)
- Marion, artista di caffè-concerto (1920), regia di Roberto Roberti (architetto-scenografo)
- Beatrice (1921), regia di Herbert Brennel 191on (architetto-scenografo)
- La donna nuda (1922), regia di Roberto Roberti (scenografo)
- La giovinezza del diavolo (1925), regia di Roberto Roberti (scenografo)
- Rosa di sangue (1939), regia di Jean Choux (scenografo)
- Processo e morte di Socrate (1939), regia di Corrado D'Errico (scenografo)
- Il socio invisibile (1939), regia di Roberto Roberti (scenografo)
- Papà per una notte (1939), regia di Mario Bonnard (arredatore, coordinatore costruzione)
- Il ponte di vetro (1940), regia di Goffredo Alessandrini (scenografo)
- Il signore della taverna (1940), regia di Amleto Palermi (scenografo)
- Il ponte dei sospiri (1940), regia di Mario Bonnard (scenografo)
- Kean (1940), regia di Guido Brignone (architetto-scenografo, arredatore)
- Divieto di sosta (1941), regia di Marcello Albani (scenografo)
- Dove andiamo, signora? (1942), regia di Gian Maria Cominetti e Ernst Marischka (scenografo)
- Rita da Cascia (1943), regia di Antonio Leonviola (scenografo)
- Abenteuer im Grandhotel (1943), regia di Ernst Marischka (scenografo)
- L'angelo bianco (1943), regia di Giulio Antamoro e Federico Sinibaldi (coordinatore costruzione)
- La carne e l'anima (1945), regia di Vladimir Striževskij (scenografo)
- Abbasso la miseria! (1945), regia di Gennaro Righelli (arredatore)
- Malìa (1946), regia di Giuseppe Amato (architetto-scenografo)
- L'elisir d'amore (1947), regia di Mario Costa (effetti speciali)
- I pagliacci (1948), regia di Mario Costa (architetto-scenografo, coordinatore costruzione)
- Amore di Norma (1950), regia di Giuseppe Di Martino (scenografo)